# Turismo nei territori palestinesi

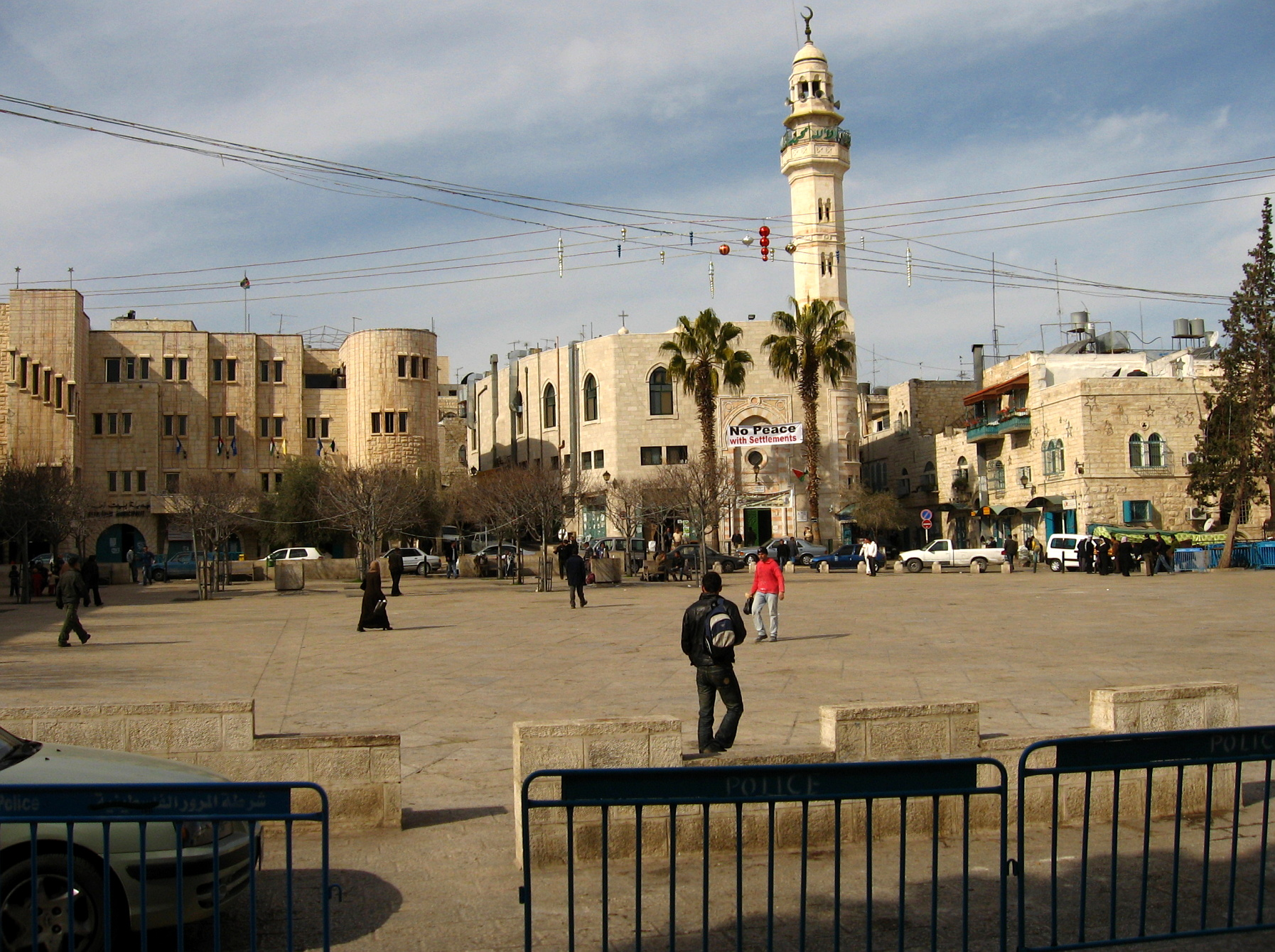
La "piazza della mangiatoia" a Betlemme.

Il turismo nei territori palestinesi si riferisce alle visite turistiche fatte a Gerusalemme Est, in Cisgiordania e nella striscia di Gaza. Nel 2010, 4,6 milioni di persone hanno visitato i territori palestinesi, rispetto ai 2,6 milioni dell'anno precedente; di questi, 2,2 milioni sono stati cittadini stranieri, mentre 2,7 milioni sono state visite interne.
Questo relativamente alto numero di visite internazionali è fuorviante, tuttavia, dal momento che la maggior parte dei turisti arrivano solo per poche ore, o come parte di un itinerario di viaggio di un giorno. Nell'ultimo trimestre del 2012 vi erano oltre 150.000 clienti negli alberghi della Cisgiordania; il 40% erano europei e il 9% provenivano dagli Stati Uniti e dal Canada. Le principali guide di viaggio scrivono che "la Cisgiordania non è il posto più facile in cui viaggiare, ma lo sforzo è riccamente ricompensato".
La dirigenza dell'Autorità Nazionale Palestinese e il ministero del turismo di Israele hanno cercato di lavorare insieme sul turismo nei territori palestinesi in un comitato misto; ma la cooperazione e i tentativi recenti di condividere l'accesso ai turisti stranieri non si è dimostrato efficace in Palestina per molti motivi.

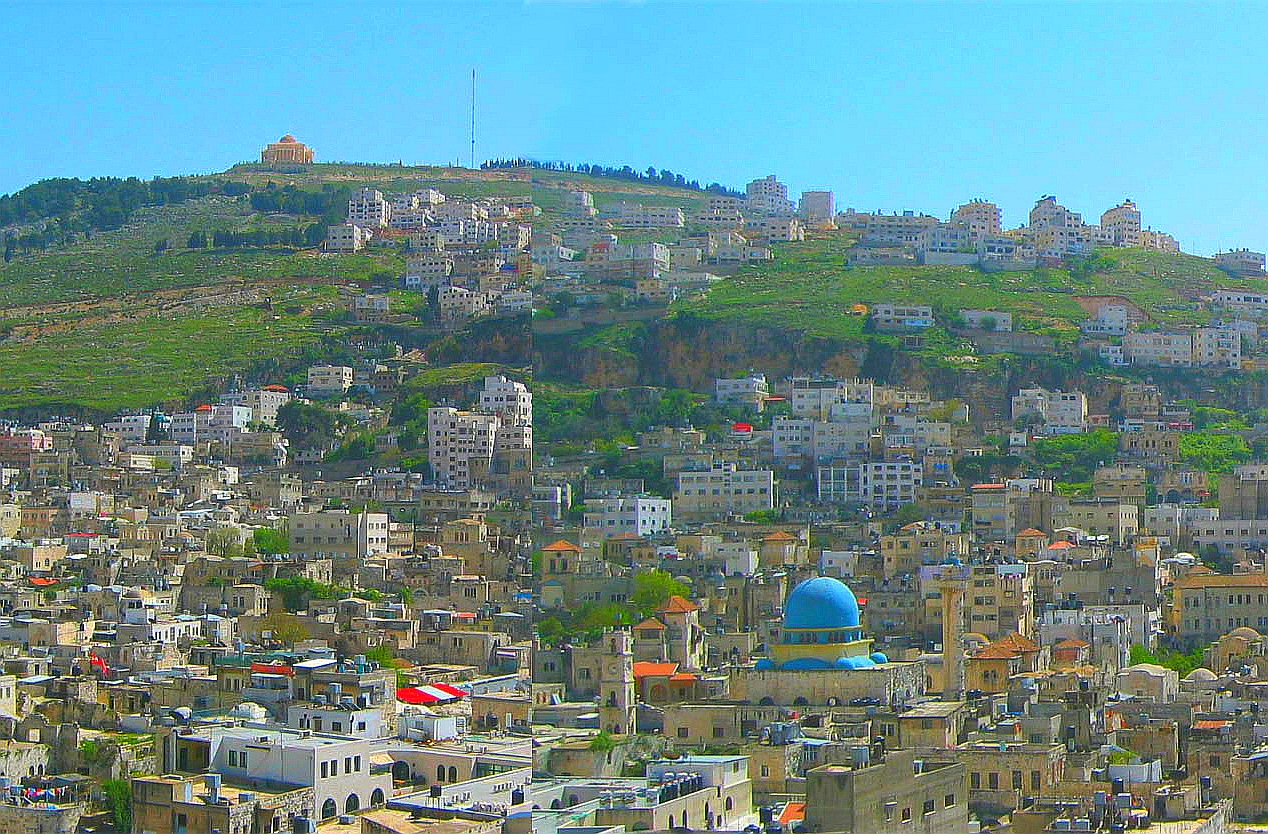
Veduta panoramica di Nablus.

Israele controlla in gran parte il movimento dei turisti in Cisgiordania; le guide turistiche palestinesi o le sue aziende di trasporto non sono state in grado di entrare in Israele dal 2000, e nel 2009 il Ministero del Turismo israeliano ha completamente tolto la possibilità alla Cisgiordania e a qualsiasi altra area palestinese di tenere proprie infrastrutture turistiche. L'ex ministro del turismo dell'Autorità Palestinese Kholoud Diibes ha commentato "che Israele raccoglie il 90% delle entrate relative a pellegrinaggi religiosi".
Il turismo straniero è stato limitato a Gerusalemme Est e in Cisgiordania dal momento che nell'agosto 2013 la chiusura a tempo indeterminato del valico di Rafah situato tra l'Egitto e la striscia di Gaza controllata da Hamas; non vi è praticamente flusso turistico a Gaza a partire dal 2005 a causa del continuo conflitto militare via terra e aria, ed al blocco marittimo imposto dal governo d'Israele.
Nel 2013 il ministro donna per il turismo e per le antichità dell'Autorità Palestinese Rula Ma'ay'a ha dichiarato che il suo governo si propone di incoraggiare le visite internazionali in Palestina, ma l'occupazione è il fattore principale che continua ad impedire al settore turistico di diventare una fonte di reddito importante per i palestinesi. Non ci sono condizioni particolari richieste ai cittadini stranieri diverse da quelle imposte dalla politica dei visti di Israele. L'accesso a Gerusalemme, alla "West Bank" e a Gaza è completamente controllata dal governo israeliano; l'ingresso nei territori occupati palestinesi richiede solo un passaporto internazionale valido.

## Storia

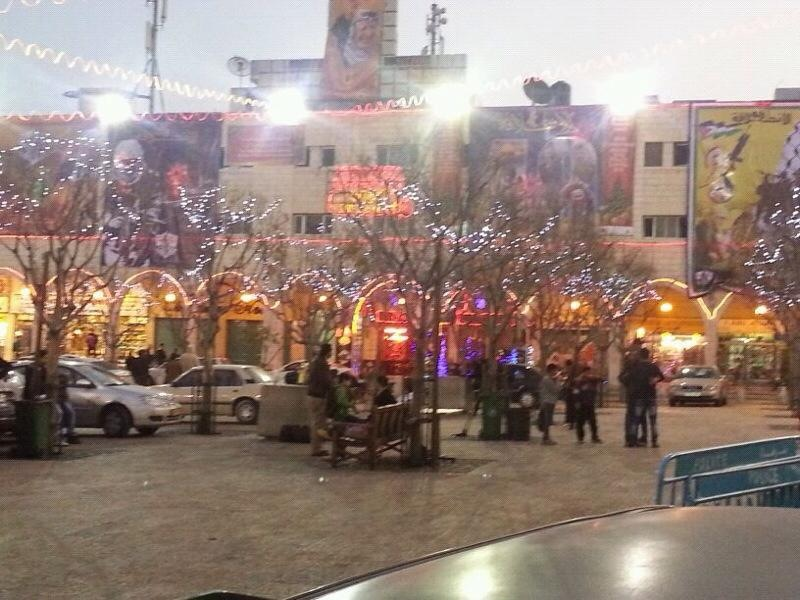
Festività del Natale a Betlemme.

L'industria del turismo in Cisgiordania è crollata dopo la guerra dei sei giorni arabo-israeliana del 1967, ma ha recuperato a partire dagli anni '90, soprattutto dopo gli accordi di Oslo. La seconda Intifada (2000-2006) ha determinato un calo del 90% nell'industria turistica, ma ciò è stato in gran parte recuperato e nel 2010 4,6 milioni di persone hanno visitato i territori palestinesi, tra cui 2,2 milioni di stranieri.

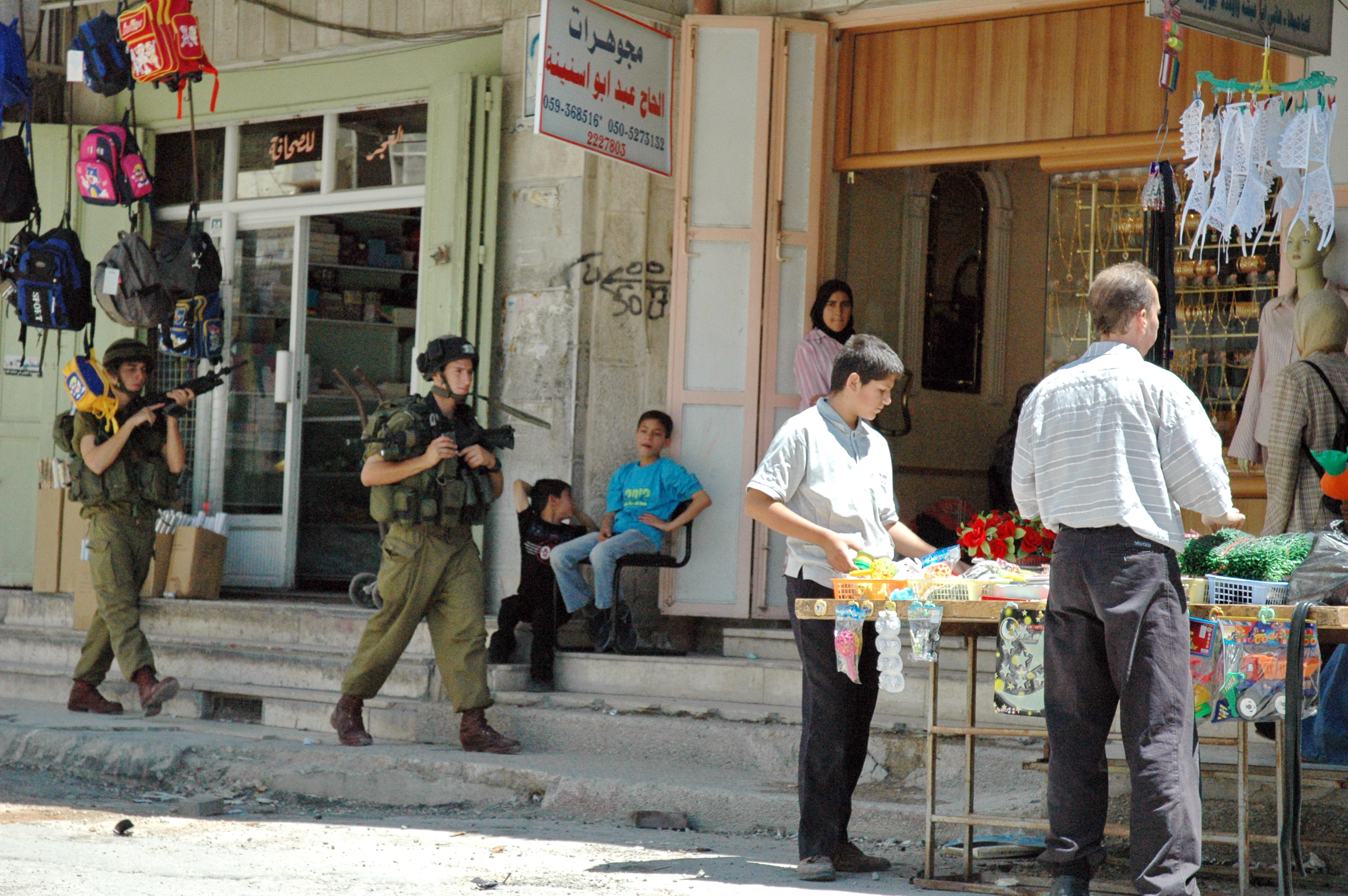
Soldati israeliani pattugliano un mercato all'aperto ad Hebron.

Il turismo si concentra sui siti storici e biblici, oltre che a Gerusalemme Est, anche a Betlemme e a Gerico; l'economia di quest'ultimo centro urbano è particolarmente dipendente dal turismo. Nel 2007 vi sono stati oltre 300.000 ospiti negli alberghi palestinesi, la metà dei quali siti a Gerusalemme Est. Le Organizzazioni non governative (ONG) tra cui il "Gruppo Turismo Alternativo" promuove la rilevanza turistica nella "West Bank" o Cisgiordania.
Il turismo tra l'Egitto e Gaza è stato attivo prima della guerra del 1967, e la città ha avuto un resort con casinò ed hotel, ma pochi turisti hanno avuto l'opportunità di visitarla dopo la guerra. Un'ulteriore restrizione imposta da Israele a metà degli anni '80 ha di nuovo ridotto il turismo a Gaza per quasi tutti gli stranieri.
Prima della seconda intifada, Gaza poteva essere raggiunta dai turisti prendendo un taxi privato tramite il valico di Erez da Israele, o tramite un volo per l'aeroporto Internazionale di Gaza; non è stato più utilizzato dalla compagnia aerea locale a partire dal 2002 a seguito dei danni militari subiti. Una piccola pista esiste nei pressi del campo profughi dell'UNRWA di Khan Younis, ma questa striscia d'aria non è facile da usare a causa del continuo blocco della Striscia di Gaza subito. La città di Gaza includeva attrazioni inclusi il bazar di "Piazza Palestina" e la zona della spiaggia, che aveva alberghi, ristoranti, ed un mercato del pesce. Gli arabi israeliani e gli ebrei hanno visitato le spiagge a Gaza in passato, quando vi erano presenti famosi locali notturni.

## Siti principali
- Betlemme - Seconda solo a Gerusalemme in importanza come destinazione turistica, è il luogo di nascita di Gesù così come descritto nel Vangelo o Nuovo Testamento dei fedeli al cristianesimo; nonostante un tempo questa religione sia stata maggioritaria nel territorio (l'85% della popolazione nel 1947), il loro numero è diminuito fino a circa il 40% entro il 2005. Betlemme ha anche un significato come sito religioso dell'ebraismo in quanto il re Davide è nato qui e la matriarca Rachele è sepolta nella città
 Il turismo è l'industria principale di Betlemme e ci sono più di 30 alberghi sparpagliati nella zona. Una guida di viaggio sottolinea che "per ottenere il massimo dalla vostra visita è meglio pernottare in un alloggio ed assaporare il cibo locale, entrambi meno sofisticati di quello che si ottiene a Gerusalemme"[3]. Nei primi 8 mesi del 2012 circa 700.000 turisti internazionali hanno visitato la città[17][18]. Betlemme è stata designata come un patrimonio mondiale dell'UNESCO nel luglio 2012. La popolarità internazionale ha prodotto un gran numero di gemellaggi con città di ventisette paesi diversi.
- Basilica della Natività[19] - Una chiesa costruita sopra la grotta che segna, secondo la tradizione, il luogo di nascita di Gesù di Nazareth. Si ritiene che possa essere la più antica chiesa cristiana ancora in uso quotidiano e un'attrazione sacra popolare sia per i cristiani che per i musulmani. 60.000 pellegrini cristiani hanno visitato la Chiesa della Natività durante il Natale del 2007[12].
- Il "campo dei pastori" - Situato appena fuori Beit Sahour, è il campo in cui si dice che sia stata annunciata l'avvenuta nascita di Gesù ad un gruppo di pastori[19][20].
- Piazza della mangiatoia - Una piazza della città nel centro di Betlemme che prende il nome dalla mangiatoia dove nacque Gesù[19][20].
- Piscine di Salomone - Un sito di primo piano nella zona di Al-Khader, dal nome del re Salomone[20].
- Monastero salesiano del Cremiso - Una cantina e un convento cristiano attivi nel sobborgo di Beit Jala[19].
- Gerico - La città biblica che si crede possa essere uno dei più antichi siti abitati al mondo. Con la sua vicinanza al Mar Morto, Gerico è la destinazione più popolare tra i turisti palestinesi[8]. Il turismo è aumentato di quasi il 42,3% nei primi tre trimestri del 2008 come passaggio tra le aree sotto il controllo diretto dell'Autorità Nazionale Palestinese e da quando il controllo israeliano si è fatta meno restrittivo[21].

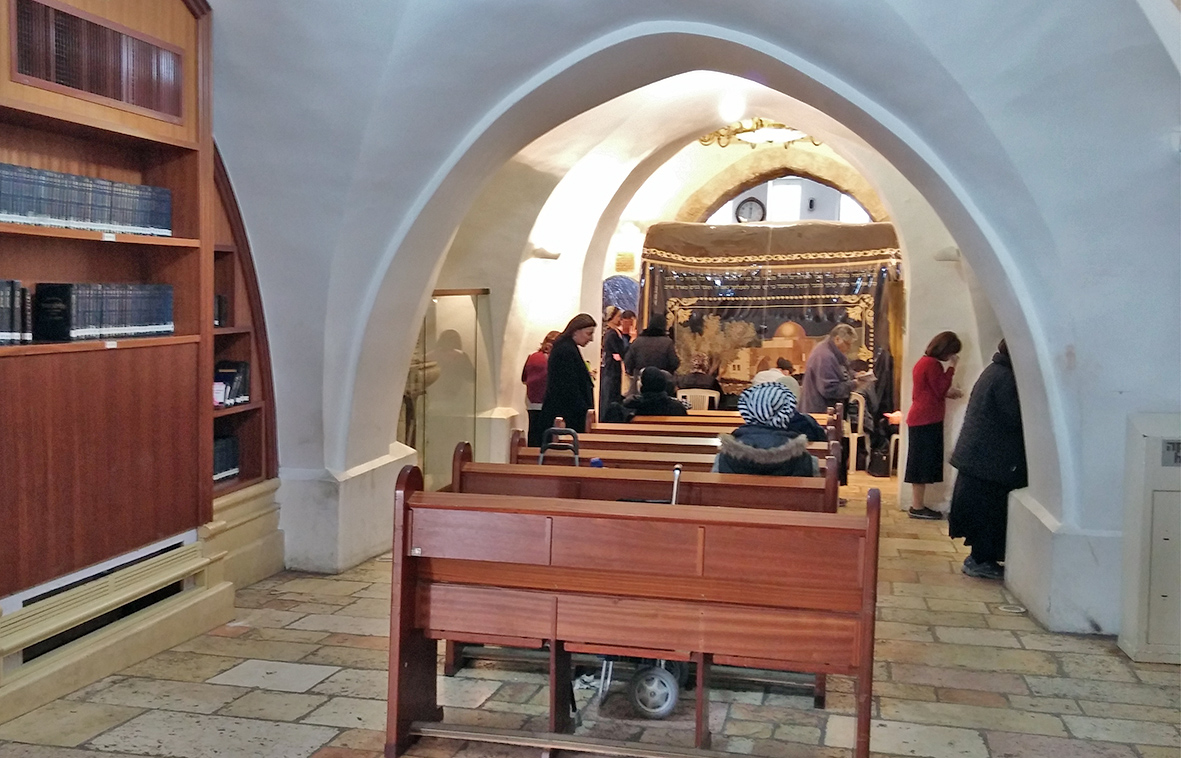
Interno della tomba di Rachele.

- Hebron - Una città santa sia per l'ebraismo sia per la tradizione islamica, è il luogo in cui si trova la Tomba dei Patriarchi e delle Matriarche. Secondo la tradizione, questo è il luogo di sepoltura dei grandi patriarchi (Abramo, Isacco e Giacobbe) e delle matriarche (Sara (Bibbia), Rebecca (Bibbia) e Leah (Bibbia)). È stata anche la capitale del Regno di Israele, prima che il re Davide si trasferisse a Gerusalemme.
- Nablus - è considerata la capitale commerciale della Cisgiordania. È nota per il suo centro storico ed il suo commercio di mobili.
- Ramallah - capitale amministrativa e culturale della Cisgiordania, Ramallah è nota per la sua atmosfera religiosamente rilassata e i caffè lungo le strade principali.
- Jenin - centro urbano di circa 4000 anni di età, situata nel nord della "West Bank".

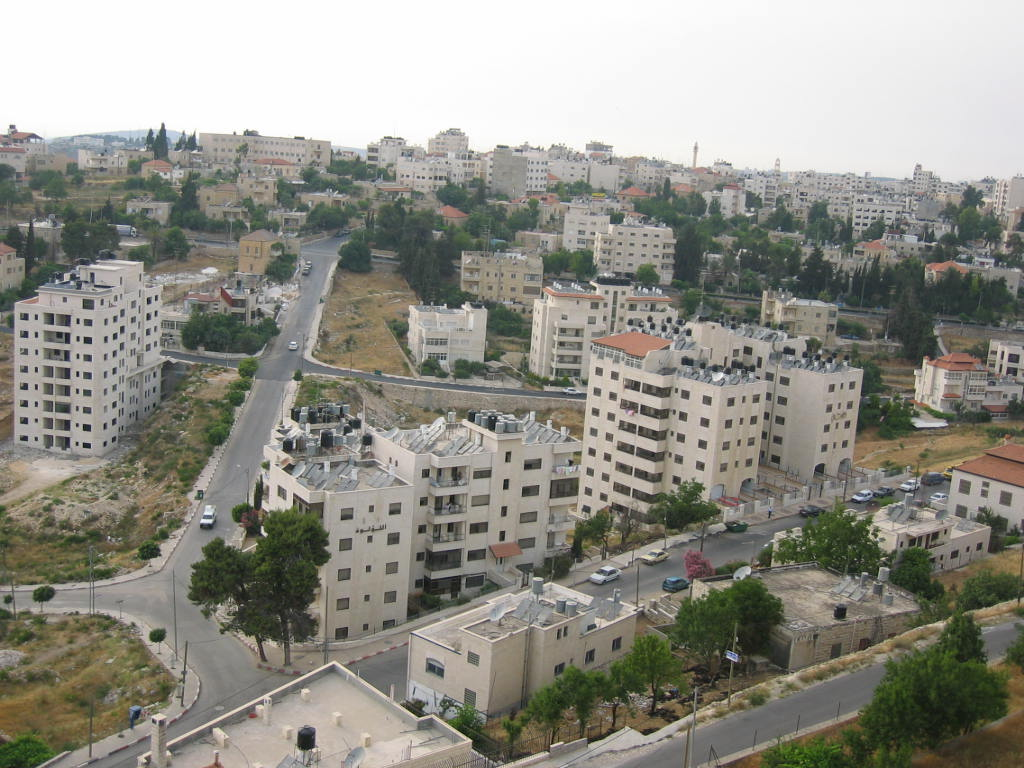
Quartiere residenziale di Ramallah.

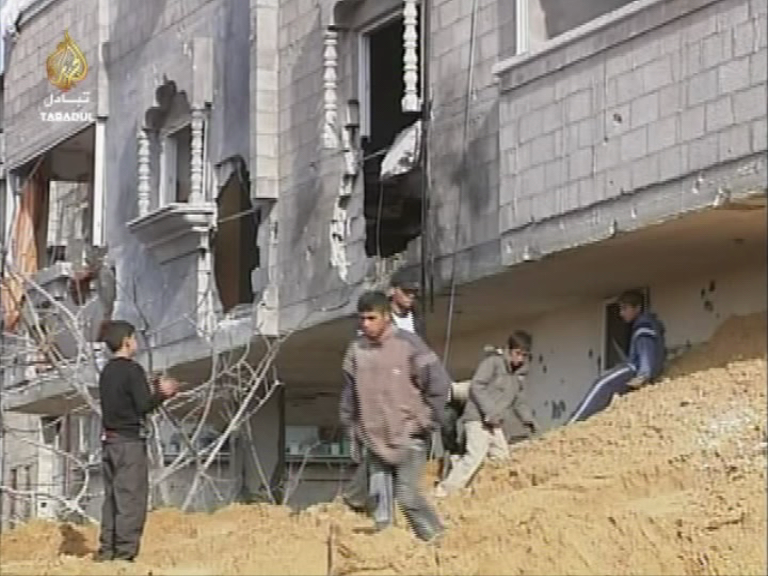
Giovani residenti in un quartiere di Gaza durante l'operazione Piombo fuso (2008-09)

## Striscia di Gaza
Il clima della Striscia di Gaza (una temperatura media di 26 °C (79 °F) in agosto) e i suoi 75 chilometri (47 miglia) di costa la rendono ideale per il turismo straniero, che potrebbe fornire una base per l'economia di Gaza.
Nel 2010, Gaza ha vissuto un breve boom edilizio nella costruzione di strutture ricreative a scopo di lucro. Alcuni dei nuovi parchi di divertimento e ristoranti sono iniziative imprenditoriali di Hamas. Il lussuoso Blue Beach Resort è stato inaugurato nel 2015.